# エクゾスカル 零
『エクゾスカル 零』（エクゾスカル ぜろ）は、山口貴由による日本の漫画。『チャンピオンRED』（秋田書店）にて、2010年12月号から2015年1月号まで連載。

## 概要
前作『シグルイ』が『チャンピオンRED』の2010年9月号で連載を終了した山口から編集に対する3ヵ月後に新連載をするとの約束により開始された連載であるが、『シグルイ』を終えた後の達成感でしばらくゴロゴロしていて時間の感覚が希薄になっていたため、雑誌の予告に名前が出ているのを見て驚いたと語っている。作中では『週刊少年チャンピオン』（秋田書店）で連載していた『覚悟のススメ』や『ヤングアニマル』（白泉社）で連載していた『蛮勇引力』に関連するキーワードが幾つも出ており、これはクロスオーバーというより、山口の中では今まで描いてきた作品は全てつながっており、生涯をかけて1つの大きな物語を描くと思っているとのことである。
それぞれの時代で正義の戦士として人々を守ってきたヒーローが、文明が完全に崩壊した世界で目覚め、これまでの正義や守るべきものが存在しない、絶望の世界での出会いや闘いを描く、という物語構造を取っている。主要キャラである「エクゾスカル」所有者はいずれもそれぞれが生きていた時代の主人公であり正義のヒーローという設定で、各自が主人公としての戦いの履歴や設定を持っている。作中では彼らの回想シーンなどの際、各作品のタイトルとともに、所属・敵対していた組織などの内容が明らかになっている。また、エクゾスカル所有者達には「七つの大罪」をモチーフにした、罪を意味する用語が1つずつあてがわれているのが、本編や単行本の紹介文などで明かになっている。
時系列としては、『覚悟のススメ』→『開花のススメ』（『チャンピオンREDいちご』（秋田書店）連載）→『衛府の剣』（動地憐が活躍した時代）→『蛮勇引力』（西暦2051年）→『鉄腕探偵リッカ』（初夜六花が活躍した時代）→『大帝戦記レオクロス』（九十九猛が活躍した時代）という順で、『覚悟』の時代に破壊された世界が『開花』の時代に復興を始め、『衛府』の時代に新エネルギーでほぼ復興を遂げたが、『蛮勇引力』の時代に再び崩壊した、という流れになっている。

## あらすじ

### 地獄篇
これは地獄を旅する少年と鎧の物語
覚悟と零の地獄篇
はるかな未来。文明が崩壊し、人類が絶滅に瀕した世界。冷凍睡眠から目覚めた正義を行う者、葉隠覚悟・“エクゾスカル零”は、意思を持つバイク・モーントヴォルフを従えて、荒廃した地下施設から地上に出た。
覚悟を待っていたのは、彼と同じように冷凍睡眠されていた正義を行う者九十九猛・“エクゾスカル霹”。過酷な環境に適応した異形の新人類を守ろうとする猛の正義と、あくまで滅びゆく人類の刃たろうとする覚悟の正義は衝突する。
猛との激闘を制した覚悟は、残った人々を求め、果てしない荒野を巡る。そこに人間の姿はなく、環境に適応して生き延びる異形の生物たちだけがいた。覚悟はその生物たちを、容赦なく滅ぼしていく。“自分は死神ではないのか”その苦悩を抱えながら…。
やがて覚悟は、ひとりの少女と出会う。少女の名は初夜六花。覚悟と同じ正義を行う者“エクゾスカル雪”だった。彼女を通じて覚悟は、正義を行う者“エクゾスカル震電”こと動地憐が、強化外骨格を集め、メデューサ計画なる計画を企てていることを知る。憐から差し向けられた震電挺身隊を排した覚悟は、彼の待つヴァールハイト精神城に赴く。そんな中、覚悟は自分の記憶が何者かに奪われていることを自覚する。
動地憐との邂逅を果たした覚悟は、彼からこの世界の真実とメデューサ計画の全容を知らされるが、憐の正義と覚悟の正義は相容れることはなかった。覚悟は動地憐に発砲し、精神城から遁走。細胞賦活液で蘇生した憐は、覚悟への応報に燃えてその後を追い、ついに最強不敗のふたりの戦士、零と震電は互いの正義を賭けて軍事衝突する。激戦の中、覚悟は、安らかな眠りを乞う人々の姿を見る。その残存人類の願いこそが、この世界にエクゾスカル戦士たちを覚醒させたものだった。しかし覚悟の武人の魂は承服を拒み、憐の放つ残存人類の祈りを込めた拳を覚悟は因果で打ち砕く。覚悟は憐を締め落とし、勝敗を決する。
2人が雌雄を決したその場に、六花と共に現れた黒須京馬こと“エクゾスカル雷電”は、憐を否定した覚悟の正義を問う。地獄を流浪した果てに覚悟が至った悟りとは「限られた時間の中で生き、満ち足りることなく死ぬのが人間である」。出会った“正義を行う者”たちと袂を分かった覚悟は、ふたたび、ひとりで流浪の旅を始めるのだった。

### 煉獄篇
果てしない荒野をバイクに跨って流離う少年がいた。少年の名は御菩薩木紡。覚悟と同じ正義を行う者だった彼は、ある悲劇を経験した後、正義失格者となった。
かたや「真実の絶望」をもって人々を守り続ける抹殺者として、かたや「偽りの希望」をもって人々を生かさんとする救済者として、覚悟と紡は邂逅する。両名の主張は相容れず、ついには激突に至る。その果たし合いの果てに、覚悟は自分が見続けてきた幻覚と、失われた自己の記憶の謎を知ることになる。二人はほぼ相打ちとなり、覚悟はビルから落下しそうになるが、紡に助けられる。

### 天国篇
はるかな未来。文明が崩壊し、人類が絶滅に瀕した世界。時代を超えて覚醒した7名の戦士達は各々の戦いを生きていた。この世界に輝きを示すために。

## 登場人物
葉隠 覚悟（はがくれ かくご）
本編の主人公。零の着装者。白い軍服を纏う少年。「牙を持たぬ人」を守るため、世界征服を企む超能力者や科学者、カルト教団を相手に人知れず戦ってきた一族の末裔。山口作品『覚悟のススメ』の主人公と同名だが、基本設定をはじめ、性格や武装など若干異なる。
彼の時代での活躍が終わった後に冷凍睡眠に就いており、目覚めた後は零式防衛術の倫理と、戦闘経験以外全ての記憶を失っていた。そのためか、心に欠落したものがあることを自覚しており、必要と判断すれば、容赦ない攻撃を躊躇なく行う冷酷非情な“死神”となっているが、他のエクゾスカル戦士との交流を経て変わっていく。
常に冷静で、表情を崩すことはほとんどない。「不当な攻撃には正当な報復を」という理念の下、危害を加えようとする者に仮借ない反撃を行う。体内に埋め込まれた8個の鉄球を、己の意思により体内に吸収し、武器や防具に変えることで素手の状態であっても猛獣や武装した兵士を相手に互角以上に戦うことが出来る。また、習得した戦技“零式防衛術”は、防爆服で身を包んだ兵士をも容易く絶命させ得る威力を持つ。
「傲慢」の罪を持つとされ、絶望に満ちた世界でも頑ななまでに「正義」を守ることに拘る。
九十九 猛（つくも たける）
霹の着装者。目覚めた覚悟が地上に出て最初に出会った“正義を行う者”。傍らに豹を従えた、女性と見紛うような美しい顔立ちをした少年。必殺技やとっておきという意味で「エクセレント」を多用する。
生まれた時はクラゲのように内臓や脳が透けた状態だったため、生命を維持するための最低限の行動さえも不可能だった。そのため、メタルペインという人工骨格を入れられ、成長する度に骨格を入れ直してきた。やがて鎧を纏えるほどに体が強くなった時、弱き人間たちを支えることこそが己の使命と考えるようになった。栄養の補給は錠剤の服用によって行っている。
長い眠りから覚醒した後、変わり果てた世界と過酷な環境で生き延びるために変貌した人類を目の当たりにして、“生きようと願う者”を守ることを誓う。
新人類・甲殻霊長類を守るため、覚悟と死闘を繰り広げ、身に纏う電磁装甲の使用制限時間が切れた後、甲殻霊長類たちの糧食とするべく我が身を捧げる。その後、動地憐によって体を回収され、再生される。
「暴食」の罪の持ち主とされている。
動地 憐（どうち れん）
震電の着装者で、“正義を行う者”の1人。額と左頬に傷のある精悍な顔つきをした巨漢で、髪型は前作の覚悟のものと同型である。初夜六花の婚約者。平時は優しく礼節をわきまえた好漢だが、気が高ぶっている時は口調が荒っぽくなる。
ヴァールハイト精神城を居城とし、震電挺身隊を率いて、自身が神命と定めた「メデューサ計画」を行うため、雹、霆をはじめとする零式特殊武装である鎧を収集している。
冷凍睡眠する以前は衛府の戦士として帝都を守っていたが、元々は大学のラグビー部で活躍する選手だった。ポジションはロック (LO)。その巨体とパワーから企業からスカウトが来るほどだった。生身でも1トンのベンチプレスを上げるらしく、メタルフレームの影響で体重180キログラムにもなる澪を軽々と抱き上げ、またその怪力とタフネスは白兵戦においても強力無比な武器となっている。
その資質を見込まれて、衛府から震電の着装者となることを求められるが、一度は拒み、普通の社会人として平穏に暮らしていた。しかしエクゾスカル雷電との偶然の出会いが、彼を震電の着装者になることを決意させた。その時、雷電に語られた人間の“火”を守るという強い使命感を抱いている。
六花は彼を「最強のエクゾスカル戦士」と評しているが、覚悟曰く、その属性は「牙なき人」であり、上記の来歴からも生粋の戦士ではない。そのパワーや仲間への思いやり、“火”を守るという使命感は、ラグビー選手としての経験に培われたものである。
過去の回想（『衛府の剣』）で、牙なき人々全てを守りたいという「強欲」を指摘され、自身もそれを自覚している。
最終的に、悪の秘密組織が残した怪人達の遺伝子情報から、絶滅した動植物を復元することを新たなる使命としてゆく。
震電挺身隊（しんでんていしんたい）
動地憐につき従う者達。強化外骨格を身に纏い、スキンヘッドの中央に「六」「七」などの数字が書かれている。元は衛府（後述）の人間たちの末裔。

動地 澪（どうち みお）
動地憐の妹。震電挺身隊の者と同様に、額に「一」と書かれているが、剃髪はしていない。六花からは「妹氏」と呼ばれている。
その正体はアンドロイド・神造磁力線機「澪」（後述）。文明が崩壊する前の世界では、足が不自由なため車椅子に乗って生活していた。アンドロイド・「澪」には、人間・「澪」の脳だけが残っている。
初夜 六花（はつや りっか）
雪の装着者。右頬にほくろのある、ふくよかで活力に満ちた少女。自称「鉄腕探偵」。正義の味方である自分の意思を誰よりも重んじる性格。雪の結晶が描かれた帽子を被っており、極寒の中でも腹部や腕を露出した服を着て平然としている。着ている服は、3タイプに変形可能。
冷凍睡眠から目覚めた後、動地憐と出会い、その婚約者となった。しかし憐のメデューサ計画の全容は知らされておらず、憐を支援するために覚悟と接触した。
両手首に埋め込まれたエクゾスカルチップを接触（交差）させることでエクゾスカル雪を装着するが、彼女をメデューサ計画に関わらせたくない憐によってエクゾスカルチップを摘出されていた。後に取り返し、奥歯にエクゾスカルチップを埋めている。
小柄で鎧の装着基準を満たしていないが、エクゾスカルの装着時には靭帯拡張剤を注入されることで関節が極限まで伸ばされ、着装可能な体格に変化する。
「姦淫」の罪の持ち主とされている。
黒須 京馬（くろす きょうま）
雷電の着装者。“正義を行う者”の1人。『覚悟のススメ VOLTEX』および、『開花のススメ』に登場した着装者と同名。白衣をまとった痩身の成人男性で、頭髪の一部が白髪になっている。冷凍睡眠に就く前には、戦地の封鎖された難民キャンプで救命医師として活動していた。
冷凍睡眠から目覚めた後、到達者を確保、監禁観察して研究し、それがすでに人間ではないことを確認し、到達者を虐殺した。やがて流浪の末に出会った人間の家族を守りながら暮らすようになるが、ある日、その人間が到達者に変貌したことで、この世界の真実を悟る。
御菩薩木 紡（みぞろぎ つむぐ）
“正義を行う者”の1人で、霧の装着者。パイロットの風体をした快活な少年で、ポケットモンキーの外見をした追従式端末・ヒデヨシを伴っている。正義感が強くヒーローの自覚を持っていたが、ガソリンビレッジ（後述）の住民を虐殺したトリデの人々を、霧を装着して断罪、殺戮したことから正義失格者となった。
その後、各地を回り生活物資と共に「体内の到達者の芽を枯らす薬」を配布して回っていたが、覚悟と接触。配布していた薬が偽薬と見抜かれるが意見の相違から戦闘になり、相打ちに近い状況でビルから落下しかけた覚悟をツムグが救助して終わる。
実はトリデでの虐殺以後、自暴自棄になったツムグは冷凍睡眠装置のある都市「ゼロタウン」にて自決しようとしたが、「零」を通して覚悟の記憶（ヒデヨシの分析によると“生命衝動を喚起させる記憶”）を送信されて蘇生する。
着装時には装甲に宿る霊威が人格に重なるため、着装前は陽気で善良な性格、着装後は冷徹で厳格な性格へと変化する。
兵頭 伊織（ひょうどう いおり）
霄の装着者。葉隠一族の支流・兵頭家の女性戦士。到達者（後述）となるくらいなら人の心のままで死にたいと願い、自らの意思でメデューサ計画に挺身。憐の思想を理解しない覚悟に襲い掛かるが敗北した。
現人鬼 散（あらひとおに はらら）
1000年の眠りについていたエクゾスカル戦士の1人。両性具有で、体には覚悟の何倍もの数の零式鉄球が埋め込まれている。外見は『覚悟のススメ』の覚悟の兄・葉隠散に酷似しており、現人鬼という呼び名も散と同じもの。作中においても覚悟を弟と呼ぶ。
世俗との関わりを絶って、汚染地帯にある構造物に部下と思しき数名の者と共にいる。その構造物は『覚悟のススメ』に登場する「G.ガラン」の頭部に酷似している。
訪れた動地憐を検分すると、やがてその要望通り自分が保有する「霞」を譲り渡した。その後の、覚悟と憐の戦いもモニターしていたようである。
「憤怒」の罪の持ち主とされている。最終話にて名前が判明。女体であった過去作と異なり、両性具有者として登場する。
大衛兵 震（だいえいへい しん）
現人鬼を守護する「超越者」と呼ばれる存在。本名は不明。髪を短く刈り込んだ褐色の肌の大男で、憐を凌駕するほどの巨躯の持ち主。刀で強化外骨格をも切り裂く、卓越した戦闘能力の持ち主。着装する強化外骨格は、『覚悟のススメ』に登場する「震」に酷似している。
ゼブラ、モモカ、カズマ
紡が出会った一般人たち。冷凍睡眠から目覚め、辿り着いた高床住居「トリデ」で、到達者からの襲撃を警戒しながら生活する残存人類の人々。自らを「原種（オリジン）」と称し、自分たちは到達者やいずれ到達者となる者たちとは異なるとの選民的な考えを持ち、近隣の村と接触する際にもマスクを装着する（ヒデヨシが計測した限り、汚染度自体はトリデと変わらない）。
ゼブラは到達者に爪先をかじられた際に、その嫌悪感から膝上の位置で足を切断した。
カズマはその思想ゆえに他の村の住民を「悪魔のさなぎ」と蔑み、ある日無思慮な行動によって村人を虐殺する。さらには疑心暗鬼からトリデの仲間を扇動してツムグをリンチに掛け、断罪される原因となった。
唯一生き延びたモモカは2年後に覚悟と出会い保護されるが、ほどなく到達者となりモーントヴォルフによって射殺された。
ヒナタ
紡が燃料村（ガソリンビレッジ）で出会った少年。ツムグは村の人間が暗いと感じていたが、それはトリデの人間が自分たちを嫌っているのを感じ取っていたため。

## 用語
正義を行う者
世界の破滅を阻止し、人類に安息をもたらすため、戦う者達。戦技・“零式防衛術”を習得している。戦いが終わった後は、「役目を果たした刃は鞘に収まるべき」という指導者の判断により、強制的に眠りに就かされる。“正義を行う者”同士の接触は軍規により堅く禁じられており、眠りに就く時もそれぞれ個別に行われるため、基本的にお互いの面識は無い。作中では、覚悟を含め6名いることが確認されており、他の5名は覚悟が覚醒する前に全員が眠りから覚めている。
エクゾスカル戦士
「鎧」を身に纏い正義を行う者達の中でも特に“7名”を指す言葉。零、震電、雷電、霧、雪、霹、霞が該当する。
零式防衛術
正義を行う者が習得している戦技。『覚悟のススメ』とは意味が違い、鎧着装者それぞれが異なる時代の零式防衛術を身につけている。
零式棺（ぜろしきひつぎ）
葉隠覚悟が使用。相手を安息の中で死に至らしめる裸絞（チョークスリーパー）。頚動脈・頚静脈を塞いで脳への血液供給を遮断し、意識喪失と痙攣の後に脳細胞を死滅させる技。母の手の如く、穏やかで殺意すら帯びていないこの締めは、逃れようとして必死の力を発揮する意思をも相手から奪う。
螺旋（らせん）
葉隠覚悟が使用。全身を使った極限までの捻りを加えて放たれる掌打。その衝撃による波紋は、被弾者の内臓を捻転させ、悶死させる。
零十字（ぜろじゅうじ）
葉隠覚悟が使用した跳躍式逆関節。技を極めた後、鎧背面のジェットを噴射させて体を捻り、対手の腕を完全に破壊する。
鋏（はさみ）
葉隠覚悟が使用した絞め技。両前腕部で相手の頸部を鋏のように絞め上げ、窒息と同時に頭部を切断することで復活を阻止する技。
巨兵哭（きょへいごろし）
葉隠覚悟が使用したヒールホールド。全筋力を動員して対手の脚首靭帯をねじ上げて破壊する。体格差が大きい巨兵と対する際に、破壊可能な部位を攻撃するための技。
大帝磔（レオクロス）
九十九猛が覚悟と戦った際に使用した腕挫十字固。鎧の腹部にある獅子の意匠を支点とし、対手の肘靭帯を一瞬で破壊する。
胴回転真刃斬（どうまわしまっはざん）
初夜六花の胴回し回転蹴り。インパクトの直前に蹴り足を両腕で掴んで力を溜めることで打撃の威力を増す。

強化外骨格（きょうかがいこっかく）
正義を行う者が、戦いにおいて身に纏う鎧で「エクゾスケルトンスーツ」とも呼ばれる。いかなる攻撃もはね返す“盾”と、いかなる防御も突破する“矛”が、同時に存在する奇跡の解答とされる鎧。装着者である“正義を行う者”は、非戦闘時には膝から下のパーツだけを分離し、ブーツのようにして履いている。装着していなくても、ある程度の距離からなら内蔵兵器を遠隔で操作することも可能。装甲の輝きによってレーダー波を反射し、隠行（ステルス）化して目標に侵入する。その戦力は、敵を目視可能な距離まで接近した場合、いかなる防御手段をも攻略して任務を遂行することが可能である。
零（ぜろ）
覚悟が身に纏う強化外骨格。外見は、『覚悟のススメ』に登場した強化外骨格・零とほぼ同じだが、頭部の「七生」の字体、手指や手甲、胸部バックル、マスク部分の形状などをはじめ、外観に多少の差異がある。普段はトランクの中に収納されているが、主の意思により一瞬にして装着が可能。鎧の背面にある加速用のジェット噴射口「爆芯（ばくしん）」を作動させることで強力な突進力を得ることが出来、掌から濃硫酸を噴出する他様々な攻撃手段を持ち、ゴーグルから発するストロボ光は霊長類の三半規管を麻痺させ転倒を誘発する。右腰部には拳銃・「曳月」が収納され、左腰部には化学兵器調合装置が装着されている。
化学兵器 戦術神風（かがくへいき せんじゅつかみかぜ）
零の武装の1つ。左腰部から伸ばした金属管（チューブ）を左腕に繋ぎ、掌から生物の神経伝達機能を破壊するガス兵器を放つ。
プラズマ昇華弾（プラズマしょうかだん）
零の最大の火器。掌から発射する高熱のプラズマ弾で、これをまともに喰らえば強化外骨格を身にまとっていても、ただでは済まない。
神雨（しんう）
零の内部で精製される油脂焼夷剤（ナパーム）。着火すれば燃焼時間40分、燃焼温度1300度の炎を生じる。その炎は水では消火できず、大量の酸素を消費するため発火地点から離れた場所にいる生物すら窒息させてしまう。

震電（しんでん）
動地憐が纏う“神造歩兵”。“国難救済用特務外殻（こくなんきゅうさいようとくむがいかく）”とも呼ばれる。首の左右の襟元に当たる部分に「神撃」の文字が刻まれている。
分子振動貫通拳（ぶんししんどうかんつうけん）
エクゾスカル震電の攻撃法。鉄拳を高周波で振動させることで、攻撃する対象の分子の波形を共鳴させ、分子と分子の間隙を透過貫通し、対象の装甲や表皮を傷つけることなく腰椎・心臓などの重要器官を抜き取って絶命させることが可能。一回の使用で魔震電池の95パーセントを消費するため、連続使用は不可能。
噴進分離鉄拳（ふんしんぶんりてっけん）
震電の両手の拳を鎧本体から分離・発射して敵を打撃する攻撃法。着弾時に走る高電流が相手の心臓を停止せしめる。拳は目標に当たった後、自動で戻り再装着される。
彗爆閃光（すいばくせんこう）
鎧の胴体部前面から発せられる強烈な閃光。鉛以外の金属を透過し、敵の視神経を破壊し、死に致らしめる明滅（ストロボ）光。
三日月脚剣（みかづききゃくけん）
震電のつま先に着装されたナイフ。
荷電粒子閃獄剣（かでんりゅうしせんごくけん）
接続した2基の粒子加速器から、光の刃を発生させ敵を切り裂く攻撃法。八咫烏（後述）の推進器である粒子加速器を使用するため、この攻撃を行うことは震電の長距離移動方法を失うことに等しい。粒子加速器は憐からの指示で八咫烏から分離し空輸される。
鎧貫（よろいぬき）
震電の両拳に装着されたナックル。その威力は、強化外骨格を纏う着装者にもダメージを与え得る。

雷電（らいでん）
黒須京馬が纏う“靭機猟兵”（じんきりょうへい）。『覚悟のススメVOLTEX』および『開花のススメ』で主人公（黒須京馬、黒須巴恵）が着装する「覚醒式」と同名であり、外観もそれに酷似する。頭部の文字は「烈義」。
閃獄剣（せんごくけん）
雷電に装備されている刀。反りが大きく、長い刀身が特徴。
雷矢（らいや）
地上から数センチの位置に低空姿勢制御した状態から放たれる貫手。

霧（きり）
御菩薩木紡が纏う“武葬憲兵”（ぶそうけんぺい）。“魔導刑吏”舞六剣（ぶろっけん）の頭部が分離・変形して強化外骨格となったもの。無念の死を遂げたものの怨念を、紡の装備する怨身ベルトで吸収、その怨念を「霊威挿入」して稼働する。装着の掛け声は「怨身（おんしん）！」、「巨兜凝着（おおくびぎょうちゃく）」。頭部に半円形・ブーメラン状の脱着可能の巨大な飾りをつけており、手にする鎖で繋がれたふたつの鉄球とともに武器として使用する。内部には神武合金溶解液が充填されており、装甲を傷つけた場合、溶解液によってその武器が溶かされる。
六根真愚南無（ろっこんまぐなむ）
内蔵した電磁石の引力・斥力で鉄球を操作する攻撃法。
遊星真愚南無（ゆうせいまぐなむ）
光学迷彩により透明化した鉄球による攻撃。
超日月光不動返し（ちょうじつげっこうふどうがえし）
頭部の三日月形のパーツを用いて、敵の攻撃を反射する。
怨身ベルト（おんしんベルト）
紡が装着しているベルト。非業の死を遂げた者の怨念に反応する。自決装置が組み込まれており、左右の奥歯を入れ替えて装填すると作動する。

雪（ゆき）
初夜六花が纏う“潜陸砕氷外殻”（せんりくさいひょうがいかく）。額に雪の結晶のマークが施されており、顔の造型を含め女性めいたフォルムになっている。六花の両手首に埋め込まれたエクゾスカルチップを接触させることで起動する（後に、エクゾスカルチップは奥歯に埋めている）。両肩の発射口から人口降雪弾「戦術吹雪（せんじゅつふぶき）」を、両脚の付け根部分から細胞内の水分子を瞬時に凝固させ対象の肉体をガラスのごとく変容させる化学兵器「速効冷凍弾（そっこうれいとうだん）」を発射する。また、両下腕部および両脚の脛の部分は外殻部を旋回させる機構が組み込まれており、その装甲は「真刃外殻（まっはがいかく）」と呼ばれる。この「旋回鉄腕」をドリルのように高速で旋回させることで両手足による打撃の威力を増加させる他、地面を掘削して地中に潜航することも可能。
六花によればエクゾスカルの中では救助能力が高いという。
砕氷拳玉（さいひょうけんだま）
両拳を射出する攻撃法。拳部パーツは鎖によって鎧腕部と繋がれている。
旋回猛爆脚（せんかいもうばくあし）
両脚の脛の部分を旋回させながら放つ蹴り技。
尖風（せんぷう）
雪の別形態である自動二輪。エクゾスカルチップの接触による起動で人型の鎧となり、着装者に換装される。

霹（ひゃく）
九十九猛が纏う“装甲電獅子（そうこうでんじし）”。胸部のデザインは獅子の顔を模しており、頭部には「悠久」の2文字が他の鎧とは違い左読みで刻まれている（猛の復活後は他の鎧同様右読みの「光輝」の2文字に変わっている）。ボディ全体に高電流が走り、それが盾代わりとなって着装者に到達する前にあらゆる攻撃を蒸発させてしまうが、この電磁装甲には使用時間の制限があり、時間切れとともに鎧の着装は解除されてしまう。
巨大な鳥の形状をした無人外殻移送機「イリス」によって着装者のもとに運ばれる。つま先にナイフが仕込まれている他、下記の装備が内蔵されている。
大帝錨（レオアンカー）
腹部の獅子の顔を高速で射出し、前方にいる敵を攻撃する兵装。タンカーの船底を破壊する程の威力がある。鎧本体とは鎖で繋がれている。
大帝刃（レオカッター）
装甲電獅子に装備された自動防衛システム。着装者に組み付いた敵を、腰の両脇と両肩の背面に仕込まれた回転式の刃で切り裂く。
獅子吼（レオハウル）
鎧の前部から、強烈な突風を噴出し敵を攻撃する「戦術空圧砲」。吹き飛ばされた相手が壁を突き抜けるほどの衝撃力がある。
大帝喉輪（レオチョーク）
獅子の顔を射出し、対手の喉に牙を食い込ませて窒息させ、活動を止める。

雹（ひょう）
「正義の一族」の末裔である老戦士が守護していた鎧・“塹壕鉄人（ざんごうてつじん）”。額に「神武」の文字が浮き彫りにされており、その外見は『覚悟のススメ』に登場した同名の強化外骨格と酷似している。塹壕内での戦闘を想定して開発され、榴弾・火炎・土砂に耐性を持つ。両手の10本の指先から尖頭指弾（せんとうしだん）と呼ばれるスパイクを射出する。
霆（てい）
動地憐が奪取した“海底工兵（かいていこうへい）”。額に「悠久」の文字が浮き彫りにされており、その外見は『覚悟のススメ』に登場した同名の強化外骨格と酷似している。深海の高圧力の中で潜水艇の修復や軍事施設の建造を行うことを目的とした「鎧」で、零を圧倒するほどの怪力を有する。指先から水を高圧で噴射することで手刀を「高圧水流剣（ウォータージェットナイフ）」と化すことも可能。
霄（しょう）
葉隠家の分家である兵頭家に伝わる“空挺尖兵（くうていせんぺい）”。額には「空挺」の文字が浮き彫りにされている。対空砲を回避するため圧縮空気の噴射による空中での動態制御を可能としており、零を超える機動力を発揮する。なお、雹、霆、霄の3体は、それぞれ陸、海、空を司り、敵の妨害工作を排除し、零を支援するための鎧とされる。
足底尖弾（そくていせんだん）
足裏から発射される鋼鉄の鋲。高空から投下された霄が、地盤を破砕し着地時の衝撃を和らげるための兵装。その威力はエクゾスカルの着装者にもダメージを与え得る。
彗星（ほうきぼし）
水平方向に9Gの加速で突進し、交差した手刀で敵の頸部を加撃する交差斬手刀。脚部に充填された液体ロケット燃料（爆性ヒドラジン）を噴射することで、瞬間的に27トンの負荷を敵に与える。本来この装備は地上から上空の輸送機へ帰投するために使用される。

霞（かすみ）
メデューサ計画の要としてヴァールハイト精神城奥部に安置されている“装甲軍鬼”（そうこうぐんき）。襟元の部分には「八紘」の文字が浮き彫りにされている。虐殺された人間の霊魂を収容する能力を有し、“怨念の鎧（おんねんのよろい）”とも呼ばれる。その外見は『覚悟のススメ』に登場した同名の強化外骨格と酷似している。現人鬼が所有していたが、動地憐が譲り受けた。

月狼（モーントヴォルフ）
機械化軍用犬。意思を持つ装甲バイクであり、覚悟に忠実に従う。覚悟が眠りに就いていた間、強化外骨格・零を保管し、守っていた。操縦者が乗っていなくても自身の意思で稼動することができる。音波ソナーにより周辺の地形を走査することができ、また車輪に装着されたアームである程度の段差を乗り越えることも出来る。車体後部から後方に向けて対戦車炸薬弾を発射し、暗視装置や狙撃銃を内蔵する他、覚悟が使用する様々な武器が収納されている。飲料水の確保のため、雨から有毒物質を除染する機能も備わっている。
斬魔挺身刀（ざんまていしんとう）
モーントヴォルフの後部座席シートの下に収納されている刀。霹の電磁装甲で刀身が溶けてしまう。
神武挺身刀（しんむていしんとう）
モーントヴォルフの座席シートの下に収納された刀。生身の六花でさえ人型戦術鬼を装甲ごと両断できる切れ味を誇る。
残月（ざんげつ）
「零式連装機銃」と呼ばれる三連装銃身のガトリング砲。普段はモーントヴォルフの座席シートの下に収納されている。対航空機用の30mm徹甲弾を毎分200発発射。

曳月（えいげつ）
エクゾスカル零に装備された零式防衛術正式拳銃。外見は十四年式拳銃に酷似しているが、その内部は多様な薬剤を選択し弾頭に着装する精密兵器で、相手によって炸裂弾や対巨獣青酸カリ弾などの様々な弾丸を利用できる。
類似した銃を霹も装備しているが、エクゾスカルの共通装備なのかは不明。
イリス
エクゾスカル霹を運搬する鳥型の輸送機。戦闘時には着装者である九十九猛の元に鎧を届け、霹を着装する際に周囲の妨害行動を制圧するためにマイクロ波を照射する機能を有する。また、それ以外にも露営シェルターとしても使用される。
九十九式 八咫烏（やたがらす）
エクゾスカル震電を運搬する攻城重鉄騎（こうじょうじゅうてっき）。その頭脳には、動地憐の盟友・宇田宙（うだ ひろし）の思考と人格が入力されている。覚悟と憐の戦闘時に破壊された。
魔導刑吏 舞六剣（まどうけいり ぶろっけん）
濃霧に紛れて御菩薩木紡に付き従う巨大な日本風の甲冑。完全に気配を消すことができ、紡の心に「雨（れいん）が降る」と姿を現し、その鎧兜状の頭部が分離変形してエクゾスカル霧となる。また、頭部を失った状態でも独自の行動が可能。
ヒデヨシ
紡と行動を共にする猿型のロボットで、追従式端末。クラウドコンピューターから情報を受信することで、内臓記憶のアップデートを行える。動力は太陽電池。
零式鉄球（ぜろしきてっきゅう）
覚悟の肉体に埋め込まれた鉄球。必要に応じて体内に溶解され、体の任意の箇所にメタルスキンとして現象する。人体の弱点を覆う防具、または鋭い刃の形状に変化させて武器とすることも可能。その防御力は、至近距離からの短機関銃による弾丸の斉射にも耐え得る。また、断裂した靭帯をメタルスキンで修復し、関節を動かせるようにすることも出来るが、完璧な治療ではない。
圧壊（あっかい）
零式鉄球が過剰浸蝕した状態。皮膚だけでなく筋肉や骨格まで金属に変容させることで、拳を高密度の異拳と化すが、7心拍数のうちに解除しなければ細胞組織が壊死してしまう。

細胞賦活剤「桜」
強化外骨格零の細胞維持装置が生成する薬液。任務遂行中の非常食で、注射器によって体内に注入する。10ccの注入で5日間の生命活動を保証するが、引き換えに「魂の活力」を消耗させる。
治癒細胞「肉虫（にくむし）」
傷口に塗布するクリーム状の物質。損壊した身体組織を捕食し、抗菌ペプチドを発して健常な細胞に変容させる。完治に40日を要する怪我でも20時間で治癒するが、副作用として肉体は40日分の疲弊を被る。
白くま号（シュネーベーア）
初夜六花が移動やエクゾスカル雪の運搬に使用している雪上車。後部の格納スペースは冷凍庫にもなっており、多くの食料を積んでいる。
人型戦術鬼（ひとがたせんじゅつおに）
エクゾスカル雪の支援兵士（サポートソルジャー）。身の丈が埋まるほどの豪雪の中でも自在に稼動できる「砕氷服（さいひょうふく）」と呼ばれる特異武装を装備した者たち。元は死刑囚で、正義の兵隊として戦うよう人格を改変されていた。六花と一緒に冷凍睡眠に就いていたが、人格更生プログラムの期限切れにより元の凶悪な性格に戻ってしまう。その後全員が六花と覚悟に粛清された。
純化零式歩兵（じゅんかぜろしきほへい）
脳部運動野に零式防衛術を入力したナノチップを埋蔵された兵士。エクゾスカルを装着して戦闘することも可能で、肉体を構成する「人工全能性幹細胞」は致命傷となるようなダメージであっても修復してしまう。
神造磁力線機「澪」（しんぞうじりょくせんき「みお」）
動地憐の妹として造られたアンドロイド。あらゆる金属を磁性体に変換する機能を持ち、その電磁線は上空の航空機の計器を狂わせて撃墜することも可能。両腕の内部構造を電磁加速器（レールガン）に変換し、両拳を高速で射出し攻撃することも出来る。
「御幌」（みとばり）
動地憐の戦闘服を構成する、衛府の防刃神器。斬りつけられた刃を、編み込まれた海洋原生類の「足糸（そくし）」と融合させることで、敵の得物の動きを止める。
甲殻霊長類（こうかくれいちょうるい）
荒廃した世界に適応して生きるために“深化”した新たな人類。強靭な外殻で全身を覆った鬼のような姿をしており、人間を捕食する。外殻と本体の間にはガスが充満していて、ガスを爆発させることで外部から受けた衝撃を分散する、一種の反応装甲（リアクティブアーマー）のような体になっている。食料の少ない環境で生きるためか、人間だけでなく同胞の屍ですら構わず貪り喰い、石や鉄まで糧にして強固な外殻を作り出す。
吸血霊長類（きゅうけつれいちょうるい）
食糧が枯渇した世界に順応した、人間の血液を養分とする新たな人類。多くの吸血動物と同様、唾液には血液の凝固を妨げる成分が含まれている。また、乾燥仮死状態（クリプトビオシス）の生物が水分の摂取で活性化するように、血液の摂取によって通常よりも小柄な体格であった者が本来の体型を取り戻すことが出来る。さほど多くの血液を摂取しなくとも生きていけるため、相手の同意さえあれば普通の人間との共生も可能。
ヴァールハイト精神城
動地憐が拠点としている城。元は無期限懲役刑を課せられた犯罪者の収容施設で、地下に冷凍保存された囚人は臓器提供という形で罪を償い社会に貢献することを義務付けられている。
翼人（よくじん）ヴァンパイア・エリニュス
ヴァールハイト精神城の最下層の番人。コウモリのような耳や翼を持つ怪人で不死者の末裔。大胸筋に備わった発振器官は人間の赤血球を破壊する超音波を発生し、相対した人間を全身の血を抜き取られたかのような真っ白な死体と化す。進化した体毛に覆われた装甲皮膚は徹甲弾ですら弾き返し、舌や翼は高周波で振動させることでエクゾスカルですら切り裂く鋭利なカッターとなる。
人間植物ヒュルドラ
ヴァールハイト精神城に住まう、植物と融合した人間。文明が崩壊した後の人類を飢餓から救うため、人間を植物と融合し光と水のみで活動エネルギーを得られようにするべく実験を繰り返し、自身の肉体をも実験に供した科学者のなれの果て。実験は失敗し、知性を失い「捕食」と「生殖」の本能のみが残っている。
到達者（とうたつしゃ）
思考の全てが「飢え」に満たされた人類。科学文明が頂点に達し、正義を行う者たちが全ての悪を滅ぼし、恒久的な平和を実現した後、堪え難い倦怠により精神に翳りが生じ始めた人間たちによる“自死”の感染爆発（パンデミック）が起こった。それを防ぐため人間は幸福感をもたらす薬物を摂取し続けなければならなくなるが、やがて内分泌系の適応により人類は幸福物質を自らの体内で生成できるようになる。しかし、幸福物質を過剰分泌し、至福の高揚の果てに記憶や絆を全て喪失し「飢え」に捉われて捕食対象を求めて徘徊する者たちが現れる。それが到達者と呼ばれる存在で、いずれ生き残った人類も全てこの到達者へと変貌するとされる。現人鬼曰く「人の火の失せたる者」。
（人間の）“火”（ひ）
雷電、憐、現人鬼、覚悟らが語る概念。人と人の絆、つながり、祈りのこと。人間が到達者となることで失われる人の心。
録魂球メデューサ（ろくこんきゅうメデューサ）
ヴァールハイト精神城の地下にある、多数の太いコードにつながれた球体。内部には“怨念の鎧”・霞が収納されている。
メデューサ計画
やがて到達者となる残存人類の全てを死滅させた後、その霊魂を霞に収容する計画。滅びゆく人類の“火”を守るため、動地憐が企てた。
衛府（えふ）
文明が崩壊する前の時代の、平和を守るための特務機関で、民草を守るため国難発生の折に神獣や神器を用いて戦う組織。元は「帝」直属の近衛兵団。
トリデ（砦 / とりで）
海上石油採掘プラントのような外観の巨大な高床構造物。人間の生存者たちが、その上にプレハブや農園などを作り、集落としている。彼らが辿り着いた時、ここには雷電が残した3Dレコーダーが置かれていた。紡はレコーダーはトリデを作った人物が残したものと推測している。高床住居は知能を失った到達者や新人類に対して有効な防御手段だが、内部に到達者が出現した場合、逃げ場のない檻に変貌する重大な欠点がある。
燃料村（ガソリンビレッジ）
生活に必要な燃料を所持している集落。
輝かしい時代
文明崩壊前の、各エクゾスカルが正義のために戦っていた時代。架空の作中劇の形で語られる。
大帝戦記レオクロス
九十九猛が主人公の時代。世界征服を企む超神集団から善良な市民と野生動物を救済する物語。
軍用乙女ユキ、鉄腕探偵リッカ
初夜立花が主人公の時代。「軍用乙女ユキ」は、マグマ真獄教が悪の予言を実現させるために送り込む予幻獣から少年たちの夢を守る物語で、六花の回想でもその戦いが描かれている。「鉄腕探偵リッカ」は山口のインタビューでタイトルのみ登場している。
帝都戒厳令 衛府の剣
動地憐が主人公の時代。全ての牙なき民を守る物語。劇中にはエクゾスカル雷電も登場している。

## その他
「震電」のデザインと名称の初出は『鉄拳6』の漫画家コラボレーション企画での山口によるコスチュームデザイン。細部は異なるが、全体のデザインや特徴的な頭部造形は共通している。
「黒須京馬」の名は開花のススメを執筆した苺野しずくの兄の名前が由来

## 単行本
- 山口貴由 『エクゾスカル 零』 秋田書店〈チャンピオンREDコミックス〉、全8巻
  1. 2011年8月19日発売 ISBN 978-4-253-23491-7
  2. 2012年3月19日発売 ISBN 978-4-253-23492-4
  3. 2012年8月20日発売 ISBN 978-4-253-23493-1
  4. 2013年3月19日発売 ISBN 978-4-253-23494-8
  5. 2013年8月20日発売 ISBN 978-4-253-23495-5
  6. 2014年3月20日発売 ISBN 978-4-253-23496-2
  7. 2014年8月20日発売 ISBN 978-4-253-23497-9
  8. 2015年2月20日発売 ISBN 978-4-253-23498-6